# Osvald Racoviță
Osvald Racoviță (n. 28 aprilie 1887, Iași, România – d. aprilie 1974, Iași, România) a fost un jurist și om politic român, care a îndeplinit în două rânduri funcția de primar al Iașului (14 octombrie 1927 - 1 noiembrie 1929 și 22 martie 1934 - 13 februarie 1938).

## Biografie
Osvald Racoviță s-a născut la data de 28 aprilie 1887 în orașul Iași. A absolvit Liceul Internat din Iași în anul 1905 și apoi Facultatea de Drept din cadrul Universității „Al. I. Cuza" din Iași, obținând licența în drept. A profesat apoi avocatura. 
A îndeplinit în două rânduri funcția de primar al municipiului Iași, prima dată în perioada 14 octombrie 1927 - 1 noiembrie 1929 iar a doua oară între 22 martie 1934 și 13 februarie 1938. A plecat apoi la București. După instaurarea regimului comunist în România, fiind liberal, a avut de suferit ani grei de închisoare, trimiterea la Canal, domiciliu forțat la Iacobeni. După liberare, a lucrat ca muncitor necalificat la Cooperativa „Cartonajul" din București. A decedat în anul 1974.
În anul 1994, cu prilejul aniversării a 20 de ani de la moartea sa, publicistul Aurel Leon a publicat tableta „Două decenii de la plecarea unui mare primar al Iașului: Osvald Racoviță" în ziarul „Monitorul" în care îi elogia personalitatea. „Osvald Racoviță este creatorul Ștrandului și al Parcului Expoziției... Acest inimos primar a venit și a plecat sărac de la Primărie. A închis ochii refugiat la București, după ani de pușcărie și persecuție din partea comuniștilor...". 

## Realizări ca primar al municipiului Iași
- sprijinirea realizării unui Mausoleu al Eroilor în anul 1928 pe Dealul Galata. Primăria a donat un teren în suprafață de 2.778 mp pe dealul din apropierea Mănăstirii Galata către Societatea „Cultul Eroilor”, în vederea construirii mausoleului și a unui cimitir de onoare. În afară de acesta, municipalitatea ieșeană a aprobat și donarea unei suprafețe de teren de 4.400 mp, cu scop de zonă de protecție a cimitirului de onoare.

- construirea Ștrandului din Iași, din apropierea Palatului Culturii, în anul 1931, a fost realizată din inițiativa unui comitet, din care făceau parte Osvald Racoviță, profesorul Th. Berescu, dr. Hochman etc.

- organizarea în anul 1935 a primelor sărbători ale Iașului, în perioada hramului Sfintei Cuvioase Parascheva, pentru a face cunoscută sărbătoarea religioasă în întreaga țară și a da un imbold dezvoltării orașului. El organizat, odată cu hramul, și o amplă acțiune cultural-economică, numită Luna Iașilor, programată între 29 septembrie și 29 octombrie 1935, cu expoziții urbanistice artistice, culturale, industriale și agricole sub îndemnul patriotic: „Cu concursul tuturor să creem la Iași un mare centru de producție, artă și cultură.“ [3]

- amenajarea și deschiderea Parcului Expoziției din Iași. În „Însemnări ieșene" din 15 decembrie 1937 se spunea: „Domnul Osvald Racoviță, primarul orașului ... și-a luat angajamentul de a imortaliza în bronzuri pe marii cărturari și poeți ieșeni care merită recunoștința generațiilor de astăzi...". Prima realizare a fost bustul lui George Topârceanu, inaugurat in decembrie 1937 în Grădina Copou.